# Neil Tennant
Neil Francis Tennant (n. 10 iulie 1954, Tyne and Wear, Anglia) este un muzician englez, component al formației Pet Shop Boys alături de Chris Lowe.
În 1975 a absolvit studiul istoriei la London Metropolitan University.